# Arquitectura prehistòrica

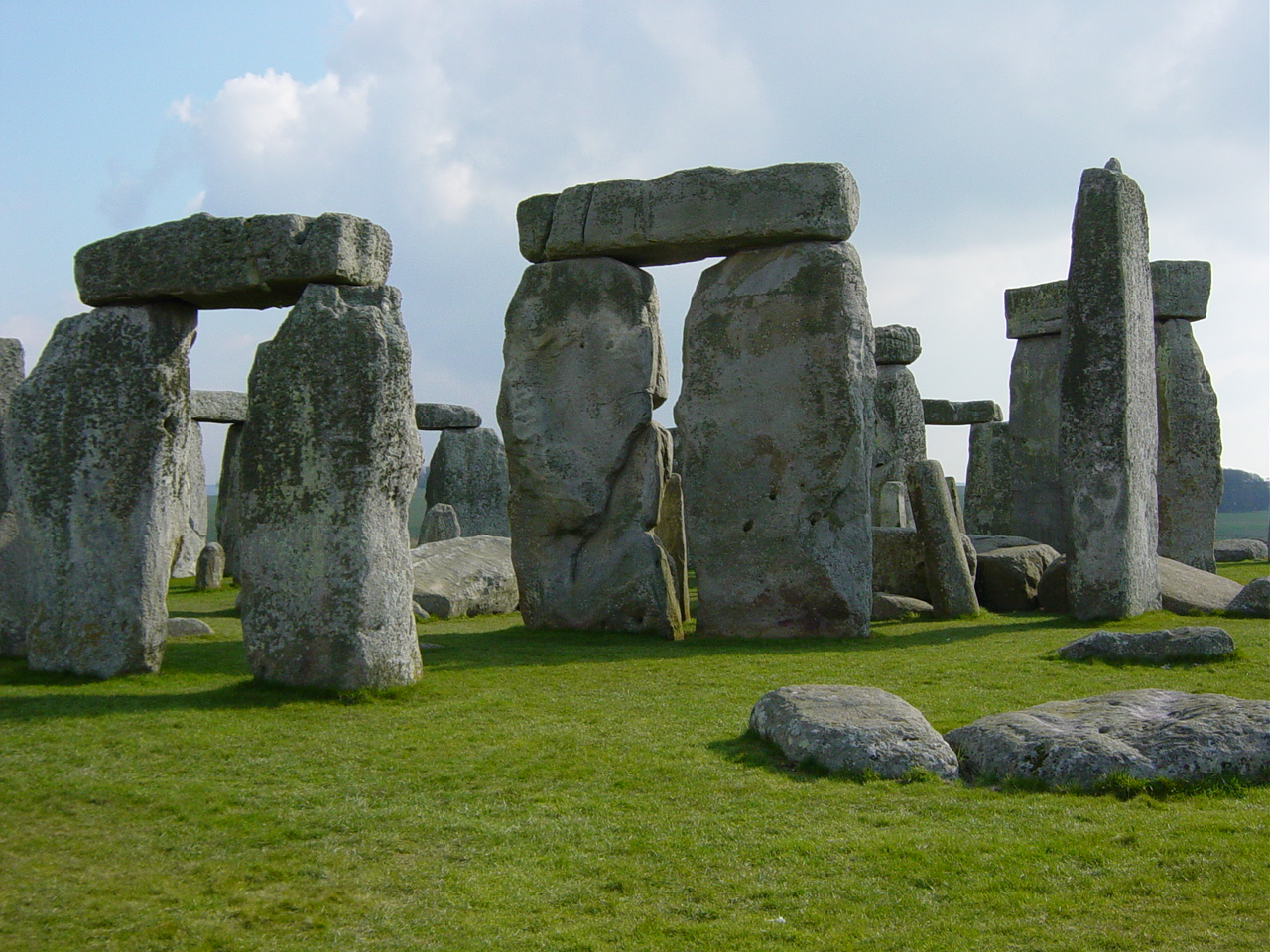
Restes de construcció megalítica d'arc pla a Stonehenge

El terme Arquitectura prehistòrica a les primeres construccions humanes documentades, que es poden situar en moments prehistòrics.

## Arquitectura monumental
Dins aquest conjunt es poden distingir dos tipus de construccions: 
- Les construccions megalítiques, del grec μέγασ, megas (gran) i λίθοσ, lithos (pedra); consten d'enormes lloses de pedra sense tallar, o escassament escalabornades, verticals i horitzontals, allindanades, suportades, mai unides amb morter, ni tan sols travades amb algun tipus d'aparell. Van sorgir al Neolític, continuant durant l'edat del coure, l'edat del bronze i, en algunes zones, fins a època històrica.
- Les construccions ciclòpies. Així anomenades per haver-les atribuït els antics grecs a uns gegants fabulosos anomenats cíclops; es van constituir amb aparell senzill de pedres, en part escairades, o sense escairar, encara que escalabornades, i de menor volum que les megalítiques, utilitzant algunes vegades morter argilenc per a conformar murs i paraments. Aquesta tècnica fou utilitzada sobretot durant l'edat del coure, l'edat del bronze i l'edat del ferro, a diversos indrets, com a la civilització micènica, la cultura talaiòtica o als nurags de Sardenya.

## Arquitectura domèstica
S'han documentat nombrosos exemples d'habitatges d'època prehistòrica:
- la cabana o barraca, formada per entramats de brancatge,
- la gruta o caverna, artificial o natural però acomodada per la mà de l'home als seus propis usos,
- els palafits o habitacions lacustres de fusta aixecats sobre pilots clavats en el fons d'un llac o zona pantanosa,
- els cranoges, propis d'Irlanda, habitacles lacustres a manera d'illots, sense deixar passar l'aigua per sota d'elles,
- els terramares, descoberts a Itàlia, barraques de fusta i argila en llocs pantanosos. Amb aquestes construccions es relacionen els paradors o kiokenmodingos (veu danesa que significa restes de llar) que són monticles conformats per dipòsits de conquilles, restes de cendra, carbó, ossos, pedres i fragments de ceràmica tosca, molt abundants a Dinamarca, també trobats en altres regions.

Els palafits més notables, per la seva extensió i nombre, s'han trobat als llacs de Suïssa. cobrint Ginebra una superfície de 150.000 metres quadrats. A la península Ibèrica, s'han trobat restes de tals habitatges als voltants de Betanzos i a altres localitats de Galícia, igual que en les proximitats d'Olot (Girona), Bolbait i Xella (València). Aquest tipus d'habitatges i s'atribueixen a l'època neolítica i tenien per objecte la defensa contra els animals salvatges.